# Udvandrerne
Udvandrerne er en romanserie, som består af fire romaner af den svenske forfatter Vilhelm Moberg, og er oversat til mange sprog, deriblandt dansk.
Bøgerne skildrer en gruppe smålandske emigranters lange møjsommelige vej til den Nye Verden under den store udvandring fra Sverige til Nordamerika i 1800-tallet.
Romanserien er filmatiseret på flere sprog, heriblandt Udvandrene (1971), der blev nomineret til Oscar for bedste film. Det første bind, Udvandrerne, er desuden blevet til musicalen Kristina från Duvemåla.
Det danske band Shu-bi-dua udgav sangen "Karl-Oscar" på deres album Shu-bi-dua 6 fra 1979, som omhandler hovedpersonen i serien.

## Bøger
- Utvandrarna (1949)
- Invandrarna (1952)
- Nybyggarna (1956)
- Sista brevet till Sverige (1959)

Derudover findes Din stund på jorden (1963), som er en slags opfølger til serien.